# Stealware
Stealware – rodzaj programu komputerowego, którego celem jest okradanie nieświadomego użytkownika.
Programy tego typu śledzą działania użytkownika w systemie i w przypadku stwierdzenia próby płatności za pośrednictwem Internetu podmieniają numer konta, na które zostaną wpłacone pieniądze. Instalacja tego typu programów odbywa się bez wiedzy i zgody użytkownika za pomocą odpowiednio spreparowanych wirusów komputerowych, robaków komputerowych, programów P2P lub stron WWW wykorzystujących błędy w przeglądarkach internetowych.